# Mary Tyler Peabody Mann
Mary Tyler Peabody Mann (Cambridge, Massachusetts, 16 de noviembre de 1806  - Jamaica Plain, Massachusetts, 11 de febrero de 1887) fue una maestra y escritora norteamericana, también esposa del educador, filósofo, reformador y político Horace Mann Sr.

## Biografía
Mary Tyler Peabody Mann nació en el barrio de Cambridgeport (Cambridge, Massachusetts) el 16 de noviembre de 1806. Su padre fue Nathaniel Peabody, médico, y su madre Elizabeth Palmer, maestra y escritora nacida en Boston. Tuvo dos hermanas (Elizabeth Peabody -reformadora, educadora y pionera en establecer escuelas para niños- y Sophia Peabody Hawthorne, pintora y esposa de Nathaniel Hawthorne) y tres hermanos (Nathaniel Cranch Peabody, George Francis Peabody y Wellington Peabody, que no alcanzaron la fama de las hermanas).
Mary Peabody creció junto con sus hermanas y hermanos sin grandes recursos económicos, aunque pertenecía a lo que entonces se llamaba una familia "decente". Sus padres, Nathaniel y Elizabeth Peabody, eran maestros al momento de casarse; después de la boda, la pareja acomodó una sala de su casa para usarla como aula. La mujer instó al marido a convertirse en médico, y Nathaniel se convirtió en dentista, pero prefirió experimentar, escribir tratados sobre el cuidado dental y poner a prueba remedios herbales para asistir a sus pacientes. El salario docente de Elizabeth se convirtió, entonces, en la principal fuente de ingresos de la familia.
Habiéndose criado en Salem (Massachusetts), Mary dejó su casa a los dieciocho años para enseñar en una escuela en Maine. En 1825 se trasladó a Brookline (Massachusetts) junto con su hermana Elizabeth para trabajar de maestra. En un principio dictaban sus clases en el edificio de la Classical School de varones, pero luego mudaron el aula a la casa de alquiler en la que vivían. En 1826 las dos hermanas dejaron Brookline y se afincaron en Boston, donde establecieron una escuela para niñas que tuvo gran éxito. En 1832 se instalaron en la casa de huéspedes de la Sra. Rebecca Clarke, en el barrio de Beacon Hill, cerca de la Casa del Estado. Clarke tenía dos hijos: Sarah, pintora de paisajes, y James Freeman Clarke, entonces un joven estudiante en Harvard. En su casa se respiraba un clima de gran intelectualidad: entre los visitantes frecuentes se contaban Margaret Fuller, amiga de James, o los hermanos Ralph Waldo Emerson y Charles Emerson. Además de las hermanas Peabody, también alquilaban habitaciones allí Jared Sparks, historiador, y el abogado George Hillard. 
A fines de 1832 la casa recibió un nuevo huésped: Horace Mann, quien tenía 36 años y ya había logrado hacerse un nombre como miembro de la Cámara de Representantes de Massachussets. Mary y Elizabeth establecieron con él una relación muy cercana.
En 1833, Sophia, la menor de las hermanas Peabody, sufrió un cuadro de extenuación que le impidió continuar con las actividades que estaba desarrollando como pintora. El médico le recomendó pasar un tiempo en un lugar cálido para recuperarse y Mary, entonces, la acompañó a Cuba. En ese país, Mary trabajó como institutriz en la casa del dueño de una planta de café; mientras tanto, Elizabeth y Horace Mann construían, en Boston, una relación casi de hermanos, sustentada en una gran compatibilidad intelectual. Desde Cuba, Mary intercambiaría cartas con Horace.
En la primavera de 1835 Mary volvió a Boston. Se instaló con su hermano George y consiguió empleo en una tutoría a estudiantes de italiano. Después de un breve interludio (que pasó sustituyendo a Elizabeth en la experimental Escuela Temple, de Amos Bronson Alcott) Mary regresó a Salem y estableció una escuela para niños pequeños en su casa. El establecimiento resultó ser un éxito. A la vez, comenzó a escribir obras educativas para niños y padres. 
En 1837, Horace Mann fue nombrado secretario de la Junta de Educación de Massachusetts y Mary dedicó una gran cantidad de tiempo a desempeñarse como su secretaria y ayudante, aunque la paga que recibía era mala. Si bien las facultades del Consejo de Educación eran limitadas, Mann, con la ayuda de Mary, informó a la opinión pública respecto de los problemas de la escuela y ganó el apoyo popular para aumentar el sueldo de los maestros y mejorar su instrucción a través de la fundación de escuelas estatales normales de formación de maestros.
Además de enseñar y ayudar a Horace Mann, Mary escribió por esos años un libro para niños: The Flower People: Being an Account of the Flowers by Themselves; Illustrated with Plates, que se publicó en 1838. La obra es una colección de cuentos sobre una niña llamada Mary que se hace amigas, una a una, de plantas de jardín comunes. Funciona, entonces, como una guía de horticultura para niños. Esas conversaciones imaginarias con azafranes, violetas, anémonas y geranios demostraron ser populares entre los niños y sus padres.
La mayoría de los biógrafos coinciden en que Mary fue flechada por Horace Mann en su primera reunión. Por el contrario, Mann, de duelo por la muerte de su primera esposa y financieramente responsable de las deudas de su único hermano, no reveló sentimientos amorosos hacia Mary por cerca de una década. 

## Matrimonio
Mary Peabody y Horace Mann se casaron el primero de mayo de 1843, en la casa de los Peabody, a las 11:30. Una hora después, los recién casados se embarcaron en el Hibernia con rumbo a Europa. Su luna de miel incluiría visitas a cárceles, reformatorios, manicomios e instituciones para ciegos y sordos. Al viaje se sumarían los recién casados Samuel Gridley Howe y Julia Ward. Las dos parejas, de mentalidad reformista, mezclarían vacaciones y trabajo. 
Los Mann tuvieron tres hijos: el naturalista Horace Mann Jr. (1844-1868), George Combe Mann (1845-1921) y Benjamin Pickman Mann (1848-1926).
En 1848 Horace Mann renuncia como secretario de la Junta de Educación para ocupar el asiento del expresidente John Quincy Adams en el Congreso de los Estados Unidos. Allí demostró ser un feroz enemigo de la esclavitud. En 1853, aceptó la presidencia de Antioch College en Yellow Springs, Ohio, una nueva institución comprometida con la educación mixta, el no sectarismo y la igualdad de oportunidades para los afroamericanos. Mary Peabody Mann se desempeñó como compañera de confianza del presidente. 
Durante esos años en Antioch College, Mary se unió a las filas de los reformadores, y se dedicó a militar por la transformación de los hábitos alimenticios. En este sentido, en 1858 publicaría su libro Cristianismo en la cocina: Un libro de cocina fisiológica, una especie de guía moral para el buen comer. Era deber del ama de casa, creía Mary, educarse a sí misma en los últimos conocimientos científicos, con el fin de mantener a su familia saludable. Citando la investigación de científicos, advirtió a sus lectores sobre los alimentos ricos en grasas, aconsejó moderación en las especias, y la abstinencia de alcohol.

## Viudez
En 1859 Horace Mann fallece víctima de la fiebre tifoidea. Tras su muerte, Mary y la familia regresan a Massachusetts. Mary escribe la biografía de su marido; esto, y la edición de sus obras, ayudaron a Mary a atravesar su dolor. Life and Works of Horace Mann (Vida y obra de Horace Mann) incluye solamente una referencia a Mary: "El 1 de mayo de 1843, el Sr. Mann se casó de nuevo, y se embarcó para Europa para visitar las escuelas de Europa, especialmente en Alemania, donde esperaba obtener más beneficios ". 
El 11 de noviembre de 1868, menos de diez años después de que ella enterrara a su marido, el hijo mayor de Mary, el brillante Horace Mann Jr., murió de tuberculosis a la edad de 24 años. 
Como viuda, Mary también escribió para una variedad de publicaciones periódicas sobre temas relacionados con la educación, tradujo obras del español al inglés, supervisó la educación de sus hijos, participó activamente en la labor filantrópica, y ayudó a su hermana Elizabeth en su jardín de infancia, en Boston. Su ensayo Moral Culture of Infancy (Cultura moral de la infancia) fue publicado en 1863, en un pequeño volumen acompañad de Kindergarten Guide: Moral Culture of Infancy, and Kindergarten Guide: with Music for the Plays (Guía de Kinder:' cultura moral de la infancia, y Guía de Kinder: música con respecto a los juegos), de Elizabeth Peabody. La colaboración de Mary y Elizabeth incluye la promoción de conferencista de Sarah Winnemucca Hopkins, la primera americana nativa que se conoce haya asegurado los derechos de autor y publicado en idioma inglés. Además, Mary ayudó a Hopkins con su libro Life among the Piutes: Their Wrongs and Claims (Vida entre los Piutes: sus errores y reclamaciones) (1883).
A sus ochenta años, Mary comenzó a escribir su primera novela; Juanita: A Romance of Real Life in Cuba Fifty Years Ago (Juanita: Un romance de la vida real en Cuba hace cincuenta años) (1887) que apareció póstumamente. Elizabeth Peabody, comentó:

"La historia es ficción; pero los personajes principales y los incidentes más importantes son reales, esto fue lo que hizo el autor guardase el libro de publicarse hasta que todos estuviesen muertos ... .Es fue pura casualidad que la obra no se publicó antes de la muerte de mi hermana, como ella lo deseaba intensamente que debió haber sido".

## Correspondencia con el presidente de Argentina, D.F. Sarmiento
En 1847, Domingo Faustino Sarmiento (1811-1888), futuro presidente de Argentina, viaja a Estados Unidos en el marco de un periplo que ya lo había llevado por Europa y África. Enviado por el gobierno de Chile, pretendía investigar sistemas pedagógicos. En Boston, se entrevista con Horace Mann Sr., quien vivía en Newton-Hill. Comparten dos días completos, durante los cuales Sarmiento conoce el pensamiento de Mann en profundidad y también visita, junto con Mary Peabody Mann, el plantel de maestras de escuela que allí estaban formando. Horace Mann le concede, además, una serie de cartas de presentación para entrevistarse con "sabios, pedagojistas y hombres notables".
En 1865 Sarmiento vuelve a Estados Unidos como Ministro Plenipotenciario y Enviado Extraordinario de la República Argentina, entonces bajo la presidencia de Bartolomé Mitre. Horace Mann Sr. había fallecido en 1859, pero Sarmiento continúa la relación con Mary Peabody Mann, con quien intercambia una gran cantidad de correspondencia. Ella vio la verdadera pasión de Sarmiento por establecer un nuevo sistema educativo en su país y decidió ayudarlo. Así, lo asistió para encontrar y reclutar a las mejores maestras de EE. UU. A cambio, el Gobierno argentino ofrecía excelentes salarios y escuelas totalmente nuevas para organizar y dirigir a cualquier maestra estadounidense que quisiese trabajar en Argentina. También es importante mencionar que William Phelps, director de la Escuela Normal de Winona, también asistió a Sarmiento en reclutar maestras para trabajar en Argentina. En total, 65 maestras de Minnesota, Indiana, Maine, Nuevo Hampshire, Illinois, Misuri, Wisconsin, Colorado, Vermont, Virginia, Ohio y 5 de Michigan (Biral, 181) se dirigieron a la Argentina en un período de años. El grupo de 15 de Winona, Minnesota continuó siendo el más reconocido por su legado en la actualidad. 
Alejandra Biral dice en su artículo "El ideario educativo Sarmientino"  Que Impulsó la llegada de las maestras estadounidenses a nuestro país ", que María E. Gorman, desde Madison, Wisconsin, fue una de las primeras profesoras que llegaron a la Argentina. Se suponía que debía ser la primera directora del Normal de San Juan e inaugurar la nueva escuela, pero nunca llegó a su destino. Ella se desanimó y también tuvo miedo de la inseguridades políticas en las provincias argentinas y se quedó en Buenos Aires hasta su muerte en 1924. Sarmiento se decepcionó con ese primer grupo que llegó al país. Su ambición principal era educar al interior del país. En 1877, la graduada de Winona, Mary O. Graham, llegó y con mucho gusto viajó a San Juan para hacerse cargo de la Escuela Normal. Sarmiento escribió a la señora Mary Mann: "que era digno de esperar a que Mary O. Graham; con su llegada, he cancelado todas mis deudas con San Juan ".
En 1868 Mary Peabody Mann tradujo al inglés la obra más famosa de Sarmiento, Facundo, que se publicó en Estados Unidos con el título Life in the Argentine Republic in the Days of the Tyrants.

## Deceso
Falleció en 1887, en Boston, Massachusetts.

## Obra
- The Flower People: Being an Account of the Flowers by Themselves; Illustrated with Plates Boston: Lee and Shepard, 1888, o.p. 1838. 
  - 1875 ed. ilustró Mrs. G.P. Lathrop. 225 p.

- Christianity in the Kitchen, a Physiological Cook-Book Boston: Ticknor and Fields, 1857. Reimpreso en 2008 por Applewood Books, 216 p. ISBN 1429011513, ISBN 9781429011518

- Moral Culture of Infancy, and Kindergarten Guide: With Music for the Plays, con Elizabeth Palmer Peabody (Boston: T.O.H.P. Burnham, 1863).

- Life Among the Piutes: Their Wrongs and Claims. Cupples, Upham & Company, G. P. Putnam's Sons, New York, and by the author. 1883. Consultado el 24 de agosto de 2012.

- Life and Works of Horace Mann, 3 v. 1865-68; ed. extendida en 5 v. ed. de G. C. Mann, 602 p. 1891

- "New Methods for Improving Domestics." Herald of Health 1869.

- "A Woman's View of Intemperance." Arthur's Lady's Home Magazine 1872.

- Juanita: A Romance of Real Life in Cuba Fifty Years Ago D. Lothrop Co. 1887.

## Otras lecturas
- Megan Marshall, The Peabody Sisters: Three Women Who Ignited American Romanticism (Boston: Houghton Mifflin Company, 2005).

- Louise Hall Tharp, Until Victory: Horace Mann and Mary Peabody (Boston: Little, Brown, 1953).

- Louise Hall Tharp, The Peabody Sisters of Salem (Little, Brown and Company: Boston 1850).

- Monika M Elbert, Julie E Hall, and Katharine Rodier, eds., Reinventing the Peabody Sisters (Iowa City: University of Iowa Press, 2006).

- Robert L. Straker, “Thoreau's Journey to Minnesota,” The New England Quarterly 14 (September 1941): 549-555.

- Lura Rogers Seavey, More Than Petticoats: Remarkable Massachusetts Women (The Globe Pequot Press, 2005).